# ایستگاه قطار شهری شریعتی
ایستگاه قطار شهری شریعتی یکی از ایستگاه‌های خط ۱ قطار شهری مشهد است که در بلوار احمدآباد، میدان دکتر شریعتی (تقی‌آباد) و در نزدیکی بیمارستان قائم و بیمارستان امام رضا قرار دارد. خط ۲ قطار شهری مشهد در این ایستگاه خط ۱ را قطع می‌کند. در نیمه اول سال ۱۳۹۶ ایستگاه شریعتی، دومین ایستگاه و در سال ۱۳۹۸ اولین ایستگاه پرتردد قطار شهری مشهد (در خط ۱ و ۲) بود.
ایستگاه شریعتی در نزدیکی پایانه شریعتی قرار دارد که مبدأ ۱۰ خط اتوبوسرانی مشهد و حومه می‌باشد. در تاریخ ۱۷ اردیبهشت ۱۳۹۷ رئیس‌جمهور حسن روحانی در مراسم افتتاح رسمی ایستگاه تقاطعی شریعتی در خطوط ۱ و ۲ (اولین ایستگاه تقاطعی قطار شهری مشهد) حضور یافت.
ایستگاه قطار شهری مشهد هر روز از ساعت ۶ صبح تا ۱۰ شب فعال است و در روزهای تعطیل از ساعت ۷ صبح تا ۱۰ شب خدمات‌رسانی می‌کند. فاصله زمانی بین حرکت قطارها در خط ۱ بین ۴.۵ تا ۶ دقیقه و در خط ۲ حدود ۱۰ دقیقه است.
ایستگاه شریعتی دارای امکاناتی مانند آسانسور، دستگاه‌های فروش بلیت، آب‌سردکن و تلفن عمومی است که رفاه مسافران را تأمین می‌کند.